# Heraclia nigriventris
Heraclia nigriventris là một loài bướm đêm trong họ Noctuidae.